# 塔弗拉維
35°29′N 0°31′W / 35.483°N 0.517°W

塔弗拉維（阿拉伯语：‎），是阿爾及利亞的城鎮，位於該國西北部奧蘭省，由瓦迪特萊拉特區負責管轄，面積182平方公里，海拔高度173米，2006年人口11,600，人口密度每平方公里64人。